# Корнеев, Николай Юрьевич
Николай Юрьевич Корнеев (17 августа 1915, Коренское, Рыльский уезд, Курская губерния, Российская империя — 15 августа 2001, Курск, Курская область, Российская Федерация) — советский русский поэт и журналист. Член Союза писателей СССР и России. Участник Великой Отечественной войны. Кавалер ордена Отечественной войны и ордена «Знак Почёта». Заслуженный работник культуры РСФСР.

## Биография
Родился в селе Коренское 17 августа 1915 года. Отец его был учителем. Окончив школу в посёлке Краснополье, поступил в Харьковский химико-технологический институт. На втором курсе оставил обучение из-за увлечения поэзией и журналистикой. Служил корреспондентом Курского областного радиокомитета, ТАСС, газет «Советская Киргизия» (Фрунзе), «Социалистическая Кабарда» (Нальчик), «Коммунар» (Тула) и «Курская правда».
Во время Великой Отечественной войны добровольцем ушёл на фронт. Воевал в звании рядового пулемётчика 2-й гвардейской стрелковой дивизии. Весной 1942 года в сражении под Таганрогом получил контузию и тяжёлое ранение, утратив левый глаз. В 1943 году его комиссовали, и он продолжил службу в качестве корреспондента фронтовой газеты 9-го танкового корпуса. Был участником сражения на Курской дуге. В 1944 году был демобилизован из армии и вернулся в Курск.
Продолжил заниматься литературой и журналистикой. Работал литературным секретарём в газете «Курская правда», консультантом Курского областного книжного издательства. Длительное время исполнял обязанности уполномоченного Литфонда Союза писателей СССР по Курской области. Неоднократно избирался членом бюро Курской писательской организации и членом редакционного совета Центрально-Чернозёмное книжное издательство. Умер 15 августа 2001 года и похоронен на Никитском кладбище в Курске.

### Творческий путь
На поэтическом поприще дебютировал во время обучения в школе. Во время пребывания в Харькове вступил в городское литературное объединение под председательством Владимира Николаевича Сосюры. В 1934 году стал одним из учредителей первого литературного объединения при Курском областном издательстве. В 1935 году в Курске, совместно с поэтом Михаилом Дорошиным, издал первый поэтический сборник «Перекрёсток счастливых дорог».
В 1946 году там же в Курске его стихи, вместе с произведениями других курских поэтов, вошли в поэтический сборник «Стихи о войне». В рецензии на книгу поэты Семён Петрович Гудзенко и Михаил Кузьмич Луконин назвали сочинения Корнеева лучшими в сборнике. Особенно была отмечена критиками поэма «Мать».
В 1948 году стихи Корнеева вошли в поэтический сборник «Дорога». Эти произведения окончательно закрепили за ним статус поэта всероссийского масштаба. С 1950-х годов сочинения Корнеева регулярно печатались в «Курском альманахе» и ряде других советских изданий Курска, Воронежа и Москвы, таких как «Новый мир», «Октябрь», «Огонёк», «Литературная газета», «Литературная Россия». Его стихи выходили отдельными сборниками в издательствах «Молодая гвардия», «Советский писатель», «Советская Россия».
В 1953 году был издан поэтический сборник поэта «Передний край», а следом сборники «Так начинается лето», «Окоём», «Свет дня», «Моя подорожная», «Ветер века», «После полудня», «Проникновение», «Равноденствие», «Неспокойное солнце», «Память», «Голос связного», «Стихотворения и поэмы». Корнеев является автором около тридцати произведений детской литературы. Рецензии на его сочинения с высокой оценкой творчества поэта оставили Николай Николаевич Асеев, Александр Трифонович Твардовский, Виктор Фёдорович Боков, Ярослав Васильевич Смеляков, Степан Петрович Щипачёв, Дмитрий Михайлович Ковалёв, Михаил Александрович Дудин, Сергей Сергеевич Наровчатов, Егор Александрович Исаев, Лев Адольфович Озеров и Инна Ивановна Ростовцева.

## Награды и звания
- Заслуженный работник культуры РСФСР[4][5];
- Грамота Верховного Совета СССР[5];
- Орден «Отечественной войны»[4][5];
- Орден «Знак Почёта» (28 октября 1967 года) — за заслуги в развитии советской литературы и активное участие в коммунистическом воспитании трудящихся[4][5][6];
- медали[4][5].

## Память

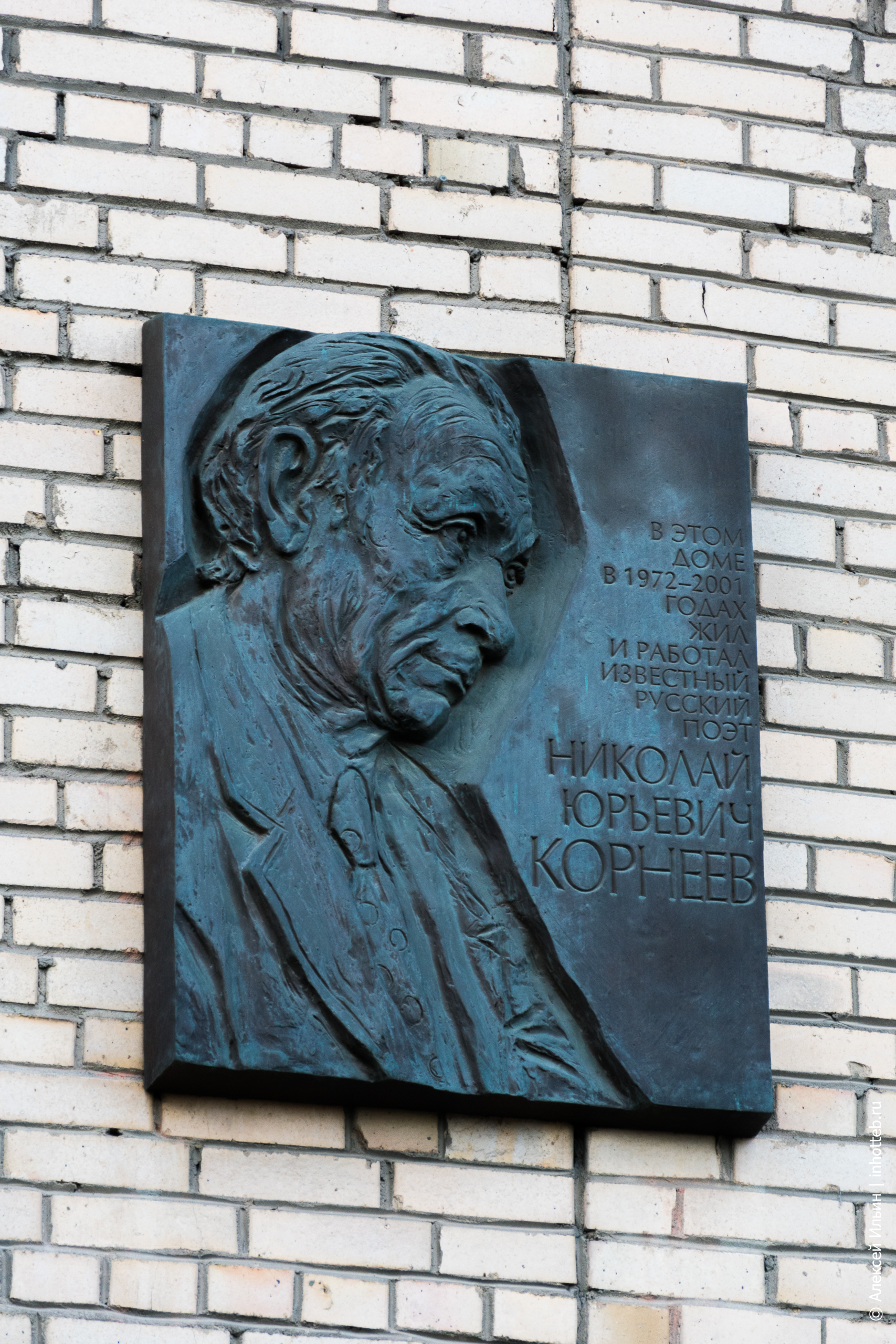
Мемориальная доска поэта в Курске. Установлена на доме где они жил и работал в 1972-2001 годах

В 2005 году на здании №31 по улице Ленина в Курске, где жил поэт, была установлена мемориальная доска работы скульпторов Н. П. Криволапова и И. Ю. Минина. Приказом Управления культуры города Курска в 2006 году имя Николая Юрьевича Корнеева было присвоено филиальной библиотеке №7.